# Pietraroja
Pietraroja é uma comuna italiana da região da Campania, província de Benevento, com cerca de 663 habitantes. Estende-se por uma área de 35 km², tendo uma densidade populacional de 19 hab/km². Faz fronteira com Cerreto Sannita, Cusano Mutri, Guardiaregia (CB), Morcone, Sepino (CB).

## Demografia
| Variação demográfica do município entre 1861 e 2011                               |
|                                                                                   |
| Fonte: Istituto Nazionale di Statistica (ISTAT) - Elaboração gráfica da Wikipedia |